# Нюбюэн
Нюбюэн (Nybyen с норв. — «новый город») — небольшой посёлок полярного архипелага Шпицберген. Расположенный к югу от крупнейшего населённого пункта и административного центра Лонгйир, фактически является его пригородом.

## История
Посёлок был построен в 1946-1947 годах для рабочих «Шахты 2В», позднее переименованной в «Шахту Санта-Клауса». Во второй половине XX века посёлок стал значимой частью Лонгйира, поскольку в нём располагался единственный на тот момент магазин. Нюбюэн — культурный и туристический центр Шпицбергена. На территории посёлка располагаются две гостиницы, шпицбергенская художественная галерея и центр творчества, ресторан, ночной клуб, кинотеатр, а также кампус Свальбардского университета.

## Расположение
Нибюэн располагается на склоне горы «Саркофаг» (норв. Sarkofagen) в 2,5 км от центра Лонгйира. Протяженность центральной улицы составляет 100 метров.
С 2002 года посёлок подчиняется муниципалитету Лонгйирбюэн, хотя и считается отдельным населённым пунктом. Между Нюбюэном и Лонгйиром расположена школа. Аэропорт Свальбард располагается в 6 км от посёлка. От аэропорта до посёлка и обратно курсирует автобус.
К западу от Нибюэна, на противоположном берегу реки, расположен Свердрупбюэн, заброшенный посёлок — предшественник Нюбюэна, названный в честь Эйнара Свердрупа — инженера компании «Store Norske», который во время Второй Мировой войны руководил операцией «Фритам» по уничтожению германской метеостанции на Шпицбергене. В связи с этим Нюбюэн иногда называют Восточный Свердрупбюэн (норв. Østre Sverdrupbyen).

Нюбюэн полярной ночью
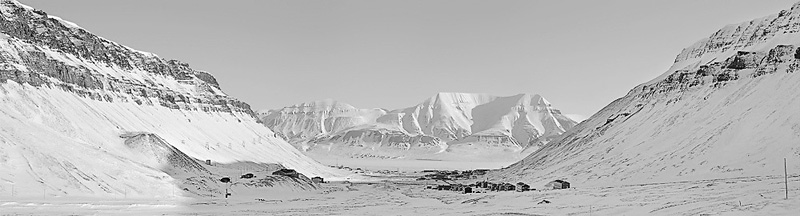
Свердрупбюэн (слева) и Нюбюэн (справа)
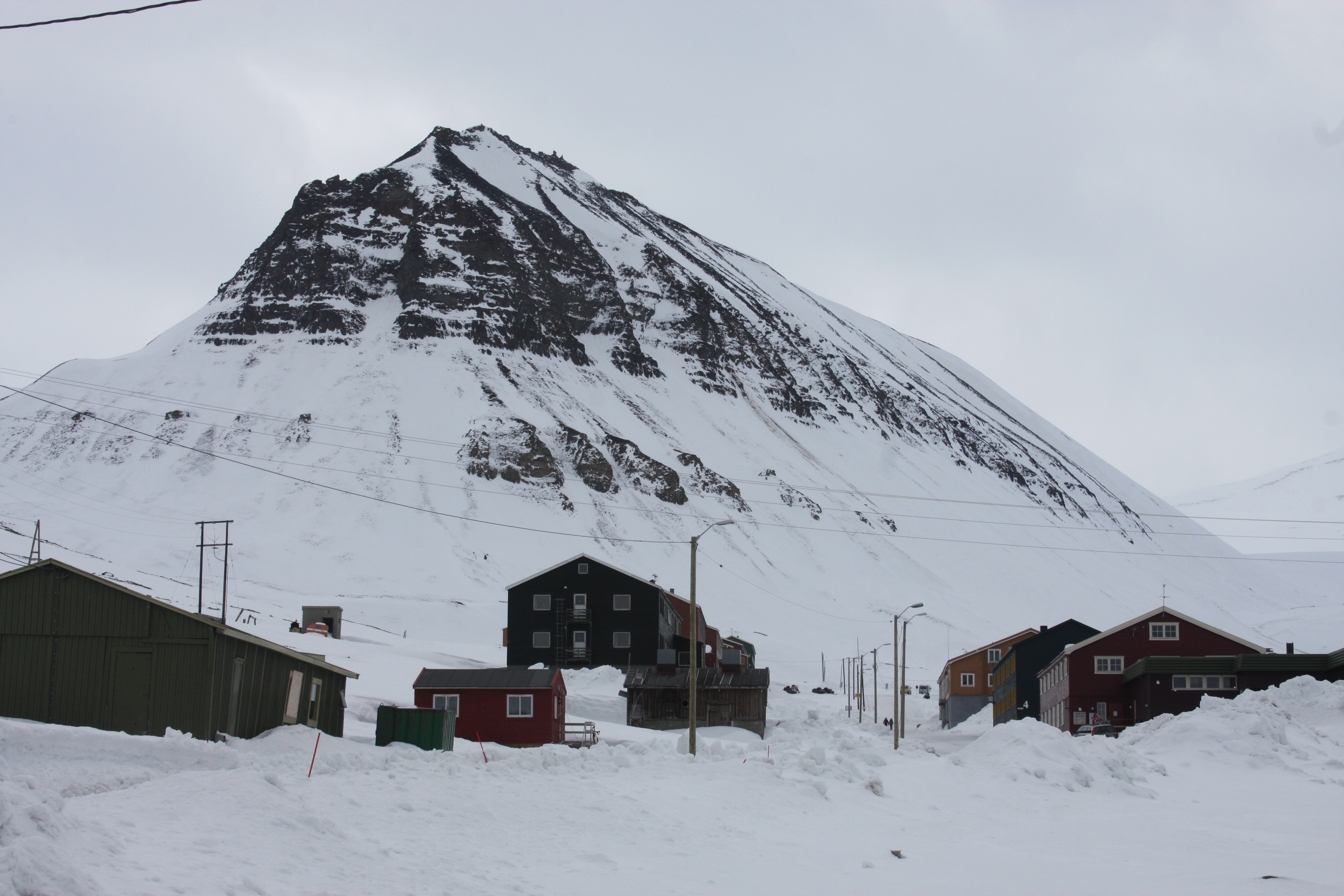
Гора «Саркофаг»